# Baby, nem kell más!
A Baby, nem kell más! című kislemez a Soho Party második kislemeze, mely 1994-ben jelent meg a BMG Ariola Hungary kiadónál. A kislemez érdekessége az Etz, petz, kimehetz című feldolgozás, mely Mo-Do Eins, Zwei, Polizei című dalára íródott. A dal egyetlen Soho Party albumra sem került fel, és a Best Of Collection 1993-1998 című válogatáslemezen sem hallható. A lemezen még található egy Megamix is, mely szintén csak itt hallható.

## Tracklista
1. Baby, nem kell más! (Radio Edit)
2. Baby, nem kell más! (Club RMX) Mixed by Amadeus
3. Baby, nem kell más! (Original LP Mix)
4. Soho Party Megamix Mixed by Dj Spigiboy
5. Etz, petz, kimehetz (Marsh Kee RMX)